# インテラハムウェ
インテラハムウェ（ルワンダ語: Interahamwe）は、ルワンダにかつて存在した民兵組織である。ルワンダ大虐殺を扇動し実行した、当時の与党民主主義・開発国民共和運動 (MRNDD) のフツ系過激派民兵組織。インテラハムエやインタラハムウェ、インターハムウェ、インタラハムウエとも呼ばれる。

## インテラハムウェの意味
様々に訳されているが、インテラハムウェとはルワンダ語で「共に働く者」「共に攻撃する者」または「共に働き団結する者」という意味である。

## 設立会議・構成
1991年末に2つの会合が持たれ、この時にインテラハムウェの設立が決まった。このうちの2回目の会合で、インテラハムウェの上層部のメンバーを決定し、リーダーとして11人、全国委員会の委員に5人、アドバイザーとして6人を選出した。
インテラハムウェの代表は、ジェリー・ロバート・カジュガ(Jerry Robert Kajuga)である。カジュガはインテラハムウェの設立メンバーの1人で、1994年までには全国委員会の代表になっていたらしい。カジュガはサッカークラブの代表で、クラブのメンバーをインテラハムウェに貸し出す代わりに、自分をインテラハムウェのリーダーにするよう求めた。カジュガがフツかツチかは文献によって異なっており混乱が見られるが、ICTRの判決文ではツチと認定されている。カジュガは Le Président(大統領)のニックネームで呼ばれていた。また、カジュガの兄弟には虐殺による犠牲者が多い。
アドバイザーの中には、プロタ・ジギラニラゾ(Protais Zigiranyirazo)、セラフィン・ルワブクンバ(Séraphin Rwabukumba)、ジョゼフ・ンジロレラ(Joseph Nzirorera)、マシュー・ンギルンパッツェ(Mathieu Ngirumpatse)、パスツール・ムサベ(Pasteur Musabe)といった、フツ強硬派が多数含まれている。
インテラハムウェの全国委員会の構成は、代表のカジュガの他、第1副代表フェネア・ルフムリザ(Phénéas Ruhumuriza)、第2副代表ジョージ・ルタガンダ(George Rutaganda)、事務総長ユージン・ムバルシマナ(Eugene Mbarushimana)、会計デュードネー・ニイテゲタ(Dieudonneé Niyitegeta)、評議員にバーナード・マニラガバ(Bernard Maniragaba)、ジョセフ・スレゲンド(Joseph Suregendo)、エフレム・ンケザベラ(Ephrem Nkezabera)、ジャン=マリー・ヴィアンニー・ムダヒニュカ(Jean-Marie Vianney Mudahinyuka)、アルフォンス・カニンバ(Alphonse Kanimba)である。県レベルでの委員会も存在したが、ジェノサイドにどの程度重要であったかは不明である。

## 創設・武装化
その後、インテラハムウェは1992年初めにMRNDDの青年部として作られ、当初は武装組織ではなかったが、その後急速に武装化していった。MRNDDに限らず、ルワンダの各政党は自前の青年部を持っており、彼らは主として、党の支持を訴えるデモを行ったり、集会を開く、集会で党旗をふるなどの役割を担っていた。インテラハムウェはキガリ周辺の失業した若者に声を掛けてメンバーを募った。当時のキガリ周辺には、ルワンダ北部のRPF支配地域から追い出されて国内難民化した人たちが難民キャンプを作っており、恰好のターゲットになった。インテラハムウェにはフツだけでなくツチも参加していたことには留意しておく必要がある。
インテラハムウェが他の青年部と違っていた点は、軍やMRNDDの強硬派が軍事訓練を施した点である。ただし、インテラハムウェの全員が民兵化したわけではない。この点は、ICTRの判決文でも認定されている。武装化や軍事訓練がいつ頃から始まったのか、その正確な数がいくらだったのかは不明である。
ただし、軍事訓練開始の大まかな時期はわかっている。ICTRの判決文の認定によれば、インテラハムウェの軍事訓練は1992年から1993年にかけて始まった。ただ、これがインテラハムウェの武装化を目的としたものだったのか、それとも民間防衛システムの一部として行ったものなのかはよくわからない。
インテラハムウェと民間防衛システムとは組織として互いに重なり合っている一面があるが、インテラハムウェの全メンバーが民間防衛システムの中に組み込まれたわけでもなく、また、民間防衛システムの参加者が全員インテラハムウェのメンバーだったわけでもない。また、インテラハムウェが軍事化したとは言っても、組織的に軍事化されたわけではなく状況はアド・ホック、カオス的だったのが実態である。

## ジェノシデール
1993年になってルワンダ愛国戦線(RPF)が再びルワンダ政府に敵対的な態度を取り出すと、それに伴ってインテラハムウェ内部でも親RPF派と反RPF派に派閥が分かれ始めた。
前述の通り、1994年4月以前のインテラハムウェの主たる役割は、党員拡大のための活動だったが、彼らはそのために暴力や脅迫を用いることを躊躇しなかった。インテラハムウェに限らず他党の青年部も同様のことを行ったが、暴力や脅迫によって無理やり自党に加入させる、対立する政党の支持者を襲撃・暴行を加えるといった事件が頻発した。このような暴力を伴った政党活動のことをルワンダ人は皮肉交じりに「クボホザ」(kubohoza)と呼んだ。「クボホザ」とは、ルワンダ語で「解放する」という意味である。これによって、地方の政党指導者の発言力が増した。
ジェノサイド発生の初期段階までは、インテラハムウェとその他の民兵グループ（インプザムガンビやインクバ、アバコンボジなど）とは協調したり対立したりと行動はまちまちだったが、1994年4月12日以降は全ての民兵グループがツチの殺戮に乗り出したので、その違いはほとんどなくなったと言ってよい。
ルワンダ大虐殺から10年以上経っても、ジェノシデールの多くはインテラハムウェだったと書かれたり解説されることが絶えないが、これは誤りであることが比較的大規模なサンプリング調査により実証されている。同様に、インテラハムウェとジェノシデールは混同されて用いられているとICTRの判決文でも認定されている。また、ジェノシデールの約90%は普通の農民であったことがわかっている。このような間違いが起こった理由は、ルワンダでは虐殺事件の最中から、インテラハムウェをジェノシデールと同一の意味で乱用して使っていたため混同されてしまったからである。ただし、地方の状況を変えてツチの殺戮へ向かうように工作したり、襲撃の先頭を切るなど、虐殺で重要な位置を占めていたこともまた事実である。
インテラハムウェは、RPFに押し出されて、その後コンゴ民主共和国へ逃亡した。また、旧ルワンダ政府軍（フツ軍）とほぼ全ての作戦行動を共同で行っているため、両組織の区分も曖昧で、ルワンダ解放軍（ALIR）と総称されている。

## 注
1. ↑  代表と書かずに、司令官と書いている文献[5]もある。
2. ↑  カジュガがツチであると書く文献[7][8]があるが、一方でフツであると書くもの[9][10]もある。厳密に言うと、M.MamdaniのWhen Victims become Killersでは、カジュガの父親はフツの英国教会の司祭、母親がツチと書かれている。ルワンダでは、子供の民族は父親のそれが受け継がれる[11]ので、カジュガの民族はフツということになる。また、別の文献[12]では、父親がツチ、母親がフツとなっていて、これが正しいのだとするとカジュガはツチということになる。
3. ↑  当時のルワンダ軍は資金不足のために、RPFを撃退するために必要な兵士を確保できなかった。そのため、一般国民を動員してRPF対策を行っていた。主に行われていたのは、RPF支配地域だったルワンダ北部に隣接する地域で、検問所の設営、IDカードのチェック、村落のパトロールなどである[17]。

## 関連作品
- 『ホテル・ルワンダ』2004年
- 『ルワンダの涙』2005年